# یواس‌اس گانادوگا (وای‌تی‌ام-۳۹۰)
یواس‌اس گانادوگا (وای‌تی‌ام-۳۹۰) (به انگلیسی: USS Ganadoga (YTM-390)) یک کشتی بود که طول آن ۱۰۰ فوت ۰ اینچ (۳۰٫۴۸ متر) بود. این کشتی در سال ۱۹۴۴ ساخته شد.